# Doceañistas
Doceañistas és l'apel·latiu amb el qual es qualificava als partidaris de la Constitució espanyola de 1812 (anomenada popularment la Pepa o la Constitució de Cadis, per la qual cosa també podien ser anomenats gaditans), fonamentalment en el context del Trienni liberal, després del pronunciament de Rafael de Riego que va obligar Ferran VII a posar de nou en vigor el text constitucional que fins llavors havia ignorat com a rei absolut. També s'utilitzava l'expressió fracció temperada.
Les Corts espanyoles estaven compostes de forma aclaparant per diputats liberals, que es van dividir en dues tendències: els doceañistas, més moderats, eren partidaris de mantenir un equilibri de poders que donés al rei almenys les funcions reservades en el text de 1812, que els més destacats d'entre ells havien contribuït a redactar (Comte de Toreno, Agustín Argüelles Álvarez, Diego Muñoz Torrero). Se'ls oposaven els radicals o exaltats, que per proposar la redacció d'una nova constitució eren dits veinteañistas.
Els doceañistas o moderats van formar els governs de la primera etapa del Trienni liberal, presidits per Evaristo Pérez de Castro, Eusebio de Bardaxí y de Azara, José Gabriel de Silva y Bazán -marquès de Santa Cruz- i Francisco Martínez de la Rosa; sent desplaçats del poder a partir d'agost de 1822.
Conjuntament amb els veinteañistas, els doceañistas, com a liberals, van ser objecte de repressió política durant la denominada Dècada Ominosa (1823-1833) i molts van sortir a l'exili.
Durant els últims anys del regnat de Ferran VII, els doceañistas o moderats es van aproximar als elements menys absolutistes de la Cort, partidaris de la successió d'Isabel II enfront de la de Carles Maria Isidre de Borbó (fortament absolutistes i partidaris de l'Antic Règim); molts es van veure afavorits per l'amnistia de 1832 i van tornar a Espanya. Després de la mort del rei la major part dels antics doceañistas van donar suport a la regència de Maria Cristina de Borbó-Dues Sicílies i van acabar per conformar el Partit Moderat que va organitzar Francisco Martínez de la Rosa en 1834 i que es va disputar el poder amb el Partit Progressista (hereu dels exaltats) durant el regnat d'Isabel II.

## Principals representants delsdoceañistas

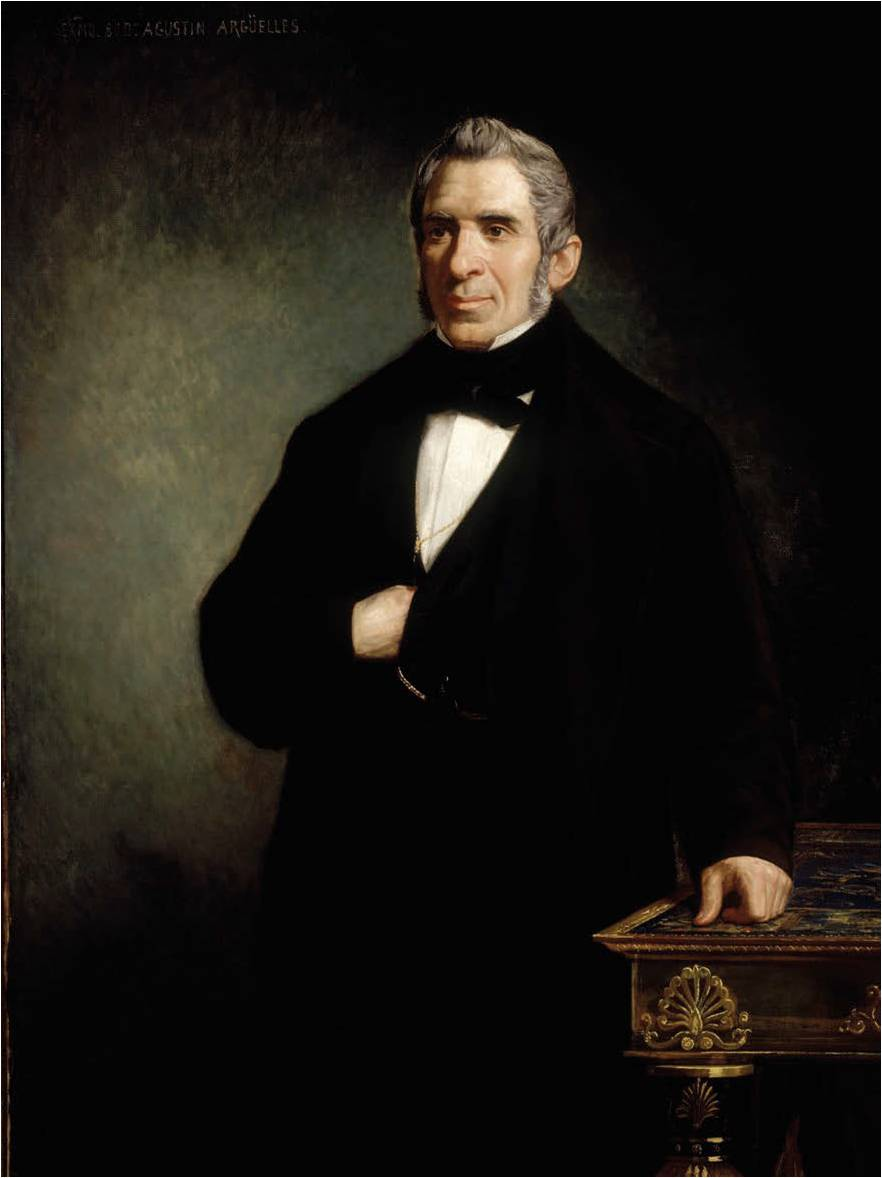
Argüelles.
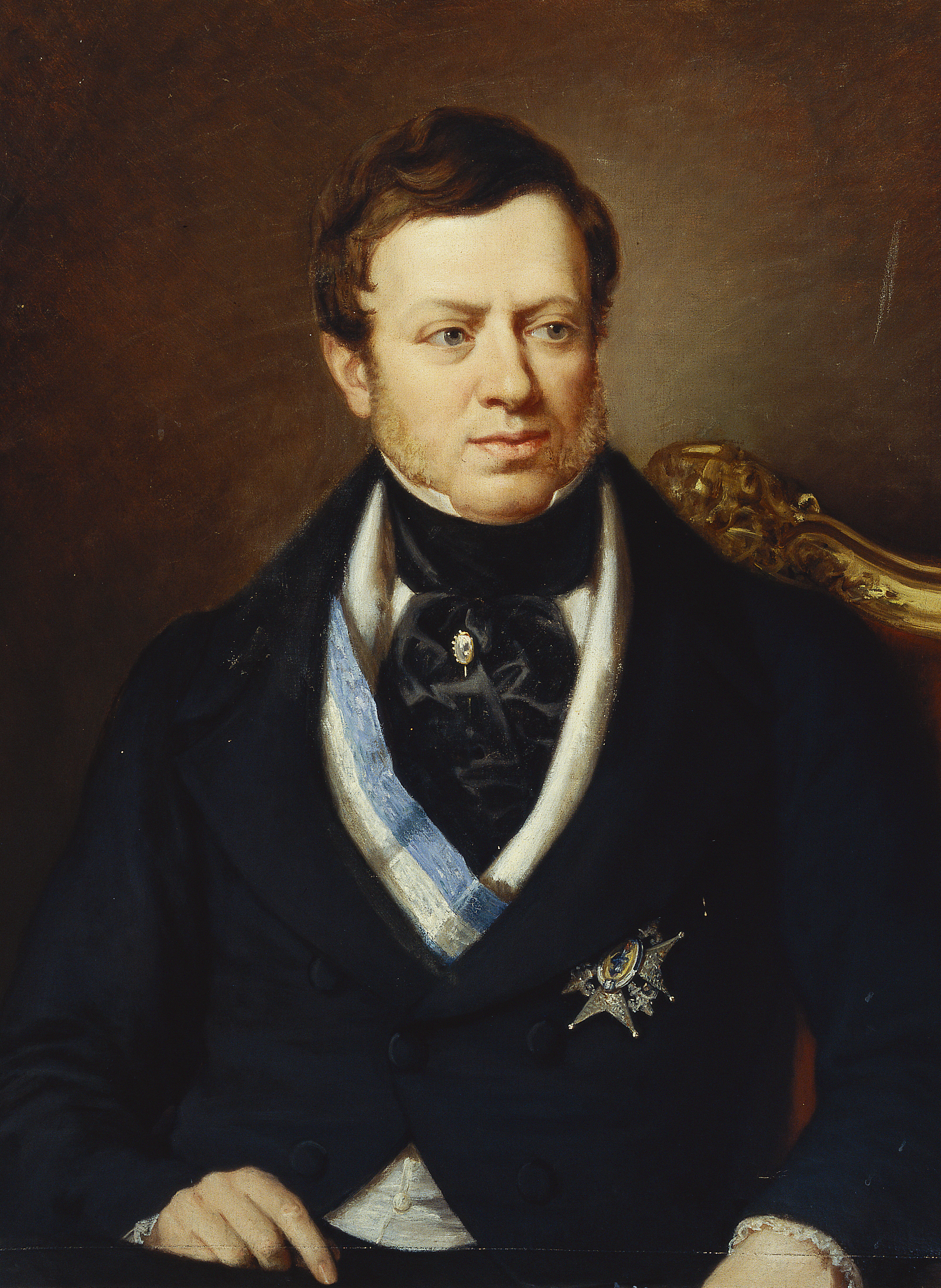
El Conde de Toreno.
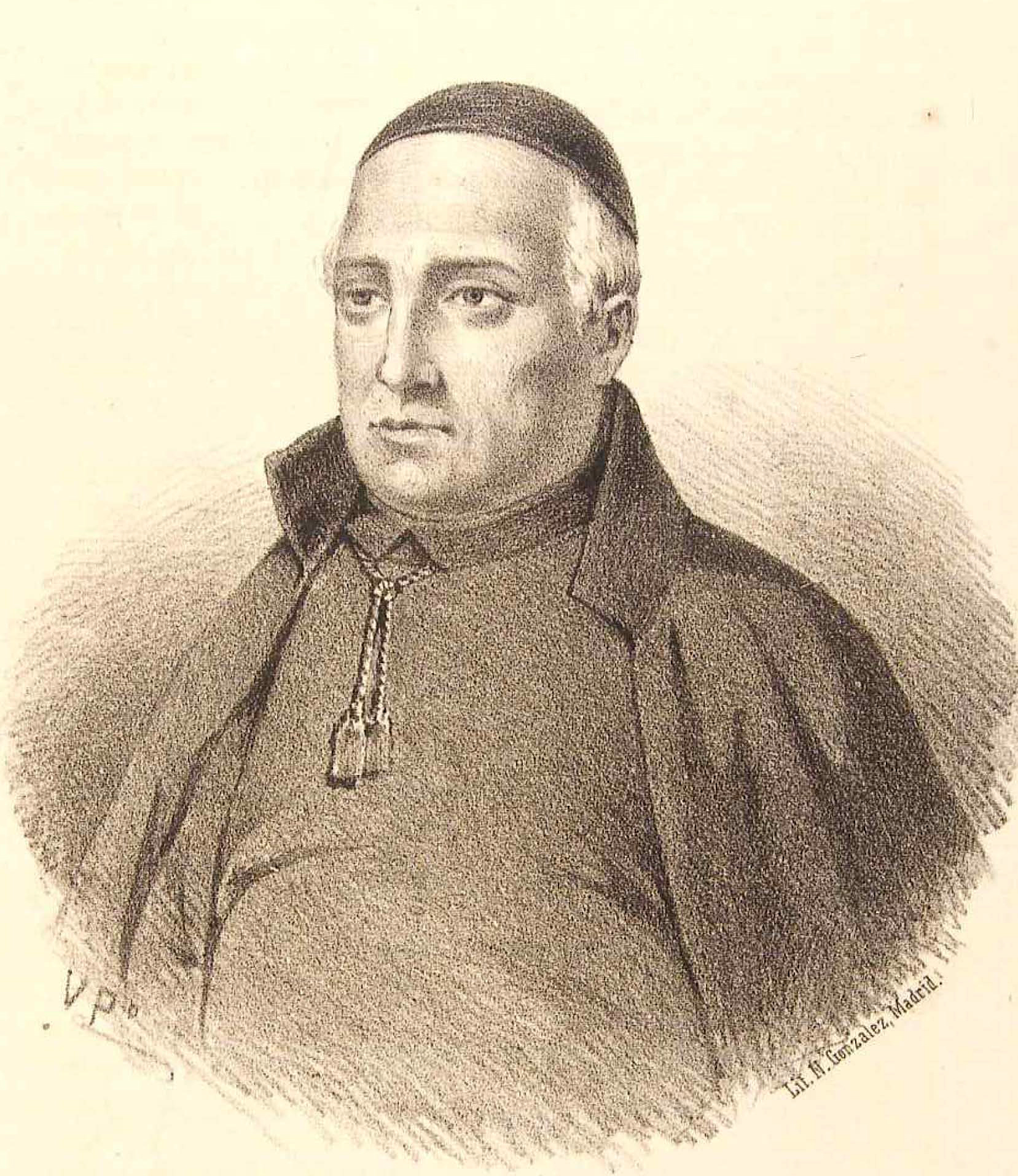
Muñoz Torrero.
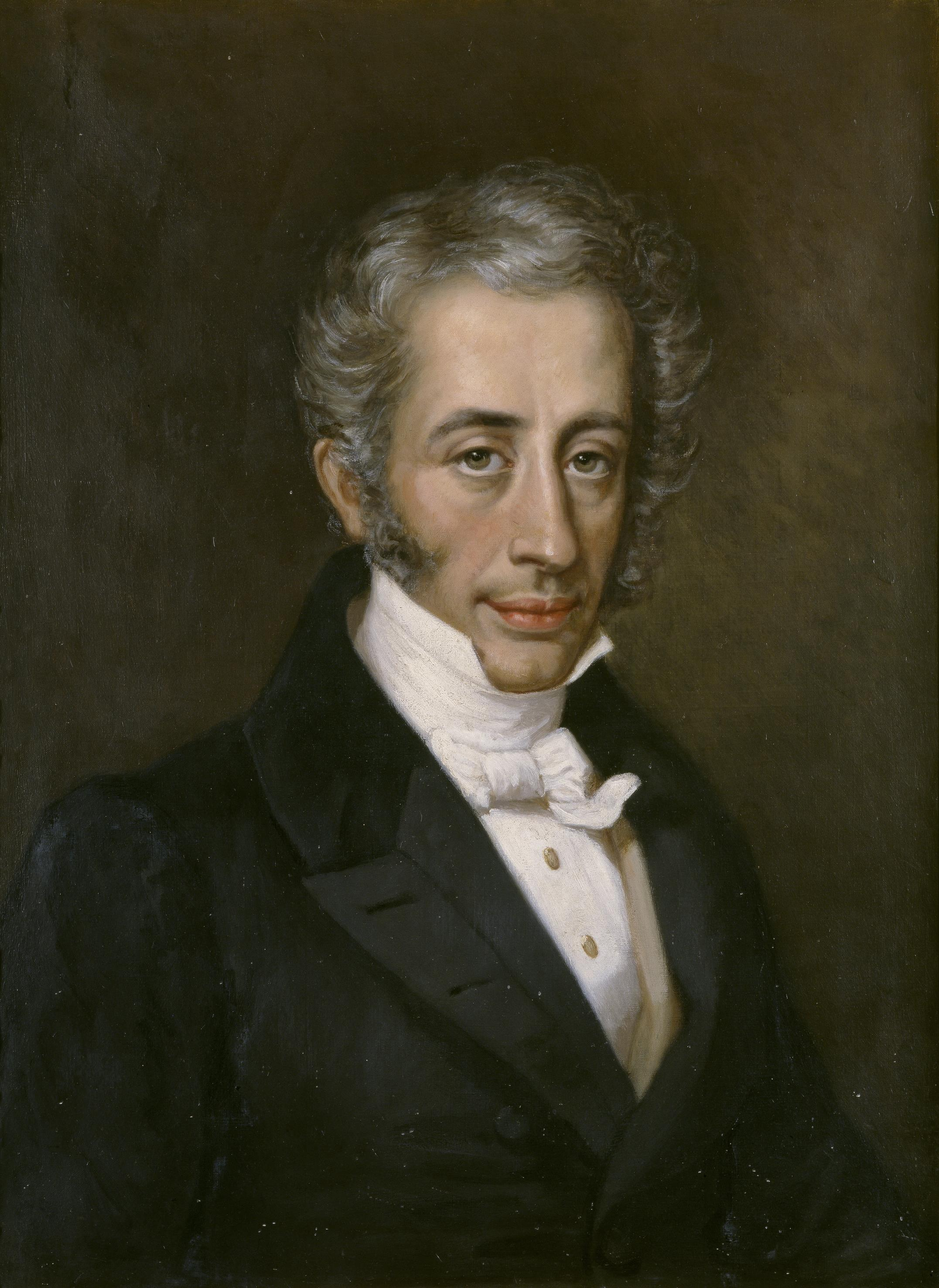
Martínez de la Rosa.